# 徳島平成病院
徳島平成病院（とくしまへいせいびょういん、英称：Tokushima Heisei Hospital）は、徳島県徳島市にある医療機関である。眉山麓に位置する。
日本郵政株式会社運営の企業立病院であったが、2017年4月、医療法人平成博愛会（徳島市）に売却され、運営主体が変更された。

## 沿革
- 1938年 徳島市寺島本町1丁目に徳島郵便局所管として徳島逓信診療所を開設。
- 1947年 松山逓信局所管となる。
- 1955年 徳島逓信病院と改称。
- 1981年 優生保護法に基づく指定病院。
- 1982年 原爆被爆者医療等に関する指定病院。
- 2007年10月1日 - 日本郵政グループ発足。開設者が日本郵政株式会社となる。
- 2017年4月1日 - 医療法人平成博愛会に譲渡され、徳島平成病院に改称[1][2]。

## 診療科
- 内科
- 外科
- 眼科
- 整形外科
- 婦人科

## 交通アクセス
- JR徳島駅より徳島市営バス「法花・大木行」より「大道2丁目バス停」下車、徒歩5分。